# نیکلای اردمان
نیکلای رابرتوویچ اِردمان (به روسی: Николай Робертович Эрдман) (زاده ۱۹۰۰ - درگذشته ۱۹۷۰) نمایشنامه‌نویس روس. دو نمایشنامه طنز انتقادی وی به نام‌های حکم و خودکشی‌کننده در دههٔ ۱۹۲۰ از پیش‌درآمدهای کمدی‌های انتقادی نویسندگانی بودند که سعی در نمایش کاستی‌های سیاسی و اجتماعی حکومت آن زمان شوروی داشتند.

## زندگی و آثار
نیکلای رابرتوویچ اِردمان در ۱۶ نوامبر ۱۹۰۰ در خانوادهٔ حسابداری از آلمانی‌تبارهای حاشیهٔ دریای بالتیک به دنیا آمد (تاریخ ۱۹۰۲ که بسیاری از اوقات به عنوان سال تولد او ذکر می‌شود، نادرست است). او از نُه‌سالگی شعر می‌گفت. در دورهٔ نوجوانی، فوتوریسم و شعر مایاکوفسکی بر او تأثیر فراوانی گذاشت. در ۱۹۱۸ با ایماژینیست‌ها، از جمله شرشنوویچ، مارینهوف و سرگئی یسنین آشنا شد و با آنان همکاری کرد. نخستین شعرش در ۱۹۱۹ به چاپ رسید و در همان سال به خدمت ارتش سرخ فراخوانده شد. در طول خدمت در ارتش و پس از آن نیز شعرهایش در نشریه‌های مختلف چاپ می‌شد. در همان سال‌ها با نوشتن لیبرتو برای اپرا و باله در محافل نمایشی مسکو اسم و رسمی به هم زد، ولی شهرت و جایگاه اصلی او در تاریخ ادبیات و تئاتر روسیه مدیون دو نمایشنامهٔ کمدی او به نام‌های حکم و خودکشی‌کننده است.
در نمایشنامهٔ حکم، گروهی از دل‌سپردگان به رژیم تزاری پیش از انقلاب به تصویر کشیده شده‌اند که میان کشش درونی به نظام پیشین و تلاش برای همسازشدن با نظام جدید سرگردانند. نخستین اجرای این نمایشنامه در ۲۰ آوریل ۱۹۲۵ به کارگردانی میرهولد روی صحنه رفت و پس از آن در پترزبورگ، کازان، باکو، اُدِسا، یاروسلاول، اوفا، خارکوف، سامارا، سوِردلوفسک و … و همچنین در برلین (۱۹۲۷) و ژاپن (۱۹۳۴) به نمایش درآمد. اجرای آن با موفقیت فراوانی همراه بود و در جامعهٔ هنری و نمایشی روسیه همانند رویدادی بزرگ و مهم پذیرفته شد و در همان فصل نخست، بیش از صد بار در تئاتر میرهولد روی صحنه رفت. گارین، بازیگر نامدار روس، با بازی در نقش پاول گولیاچکین، قهرمان اصلی اثر، بود که به شهرت رسید. موسیقی نمایش نیز ساختهٔ دمیتری شوستاکوویچ نوزده‌ساله بود که در آن زمان هنوز دانشجوی کنسرواتوار بود. آوازهٔ نمایشنامه به ماکسیم گورکی که در آن زمان در سورنتو زندگی می‌کرد نیز رسید و اِردمان با مأموریتی که لوناچارسکی برایش ترتیب داد، دو هفته در ایتالیا مهمان گورکی بود.
اِردمان بلافاصله پس از نخستین اجرای حکم، کار روی دومین نمایشنامهٔ بزرگ خویش را آغاز کرد: خودکشی‌کننده. وی در سال ۱۹۲۸ برای اجرای این نمایشنامه با میرهولد قرارداد بست، ولی انتقادهای گزندهٔ موجود در اثر، موجب شد تا آن نمایش ممنوع اعلام شود. تئاتر واختانگوف نیز موفق نشد اجازهٔ اجرای آن را به دست آورد. استانیسلافسکی که شیفتهٔ نمایشنامه شده بود (معروف است که پس از شنیدن متن آن فریاد می‌زد: "گوگول! گوگول!")، نامه‌ای به استالین نوشت و با اشاره به نظر مساعد گورکی و لوناچارسکی به این اثر، خواستار صدور اجازهٔ نمایش آن شد. یک جلسهٔ بازبینی با حضور مقاماتی مانند کاگانوویچ، پاستیشف (منشی استالین)، پاسکریوبیشف، استتسکی و … برگزار شد که در آن، فقط پردهٔ سوم نمایشنامه اجرا شد، ولی همان کافی بود که این کمیسیون اجرای عمومی نمایش را ممنوع کند.
متن روسی خودکشی‌کننده نخستین بار در ۱۹۶۹ در آلمان غربی به چاپ رسید و در همان سال در سوئیس روی صحنه رفت؛ ولی در شوروی حتی در دورهٔ ذوب شدن یخ‌ها نیز تئاترهای واختانگوف و کاتانگا نتوانستند اجازهٔ نمایش آن را به دست آورند و حتی در سال ۱۹۸۲، یعنی دوازده سال پس از مرگ اِردمان، اجرای پلوچک از نمایشنامهٔ او، پس از نخستین اجرا از برنامهٔ تئاتر برداشته شد.
اِردمان در سال ۱۹۳۳ سر صحنهٔ فیلمبرداری فیلم بچه‌های خوشحال دستگیر و به سیبری تبعید شد. علت دستگیری، سرودن حکایتی منظوم بود که شخصی با بی‌احتیاطی آن را در مراسمی در کرملین خوانده بود. در تیتراژ فیلم مشهور بچه‌های خوشحال که در ۱۹۳۴ به نمایش درآمد، نام نویسندگان سناریو، ن. اِردمان و و. ماس برداشته شد.
در ۱۹۳۴ تبعیدگاه اِردمان به تومسک تغییر یافت. در تئاتر تومسک متن رمان مادر گورکی را برای اجرا بر روی صحنه آماده کرد. در ۱۹۳۶ اجازه یافت در شهر تور سکونت کند و آنجا کار روی سناریوی فیلم ولگا، ولگا (برندهٔ جایزهٔ دولتی در ۱۹۴۱) را آغاز کرد. تا جنگ جهانی دوم در شهرهای کوچک مختلفی که زندگی کردن در آن‌ها برای تبعیدیان مجاز بود به سر می‌برد. در ۱۹۳۸ در یکی از سفرهای مخفیانه‌اش به مسکو، در آپارتمان میخاییل بولگاکوف پردهٔ نخست نمایشنامهٔ هیپنوتیزم‌کننده را برای او خواند (اِردمان هیچ‌گاه این نمایشنامه را به پایان نرساند). در همان سال بولگاکوف در نامه‌ای از استالین خواست که به اِردمان اجازهٔ سکونت در مسکو داده شود. نامه بی‌جواب ماند.
در زمان جنگ جهانی دوم، پس از درخواست‌های مکرر از جانب اِردمان و امتناع حکومت، به ارتش فرا خوانده شد: در واحدی متشکل از افراد فاقد حقوق اجتماعی و کشیشان سابق. به نفرات این واحد حتی سلاح و لباس نظامی هم داده نمی‌شد. در عقب‌نشینی‌های طولانی، اِردمان که به سختی بیمار شده بود به ساراتوف رسید و از آنجا با دستور بریا به مسکو و گروه رقص و آواز ان.کا.و.د. (کمیساریای مردمی امور داخلی) فرا خوانده شد و تا ۱۹۴۸ در آنجا به آماده‌کردن آثار مختلف برای اجرا بر روی صحنه مشغول بود.
اِردمان در سال‌های بعد نیز عمدتاً به نوشتن متن آثار نمایشی، از قبیل نمایشنامه، فیلمنامه، میان‌پرده، لیبرتو، متن نمایش‌های سیرک و… اشتغال داشت. همکارانش در این کارها و. ماس و م. والپین بودند. در ۱۹۶۴ مشاور یوری لوبیموف و عضو غیررسمی شورای هنری تئاتر تاگانکا شد و برای این تئاتر نسخهٔ نمایشی قهرمان عصر مای لرمانتوف (با همکاری لوبیموف) و میان‌پرده‌ای بر اساس نمایشنامهٔ منظوم پوگاچوف از یسنین را آماده کرد. لوبیموف سرانجام در ۱۹۹۰ موفق شد نمایشنامهٔ خودکشی‌کنندهی اِردمان را روی صحنه ببرد.
اِردمان در ۱۰ اوت ۱۹۷۰ در مسکو درگذشت.